# Université au Royaume-Uni

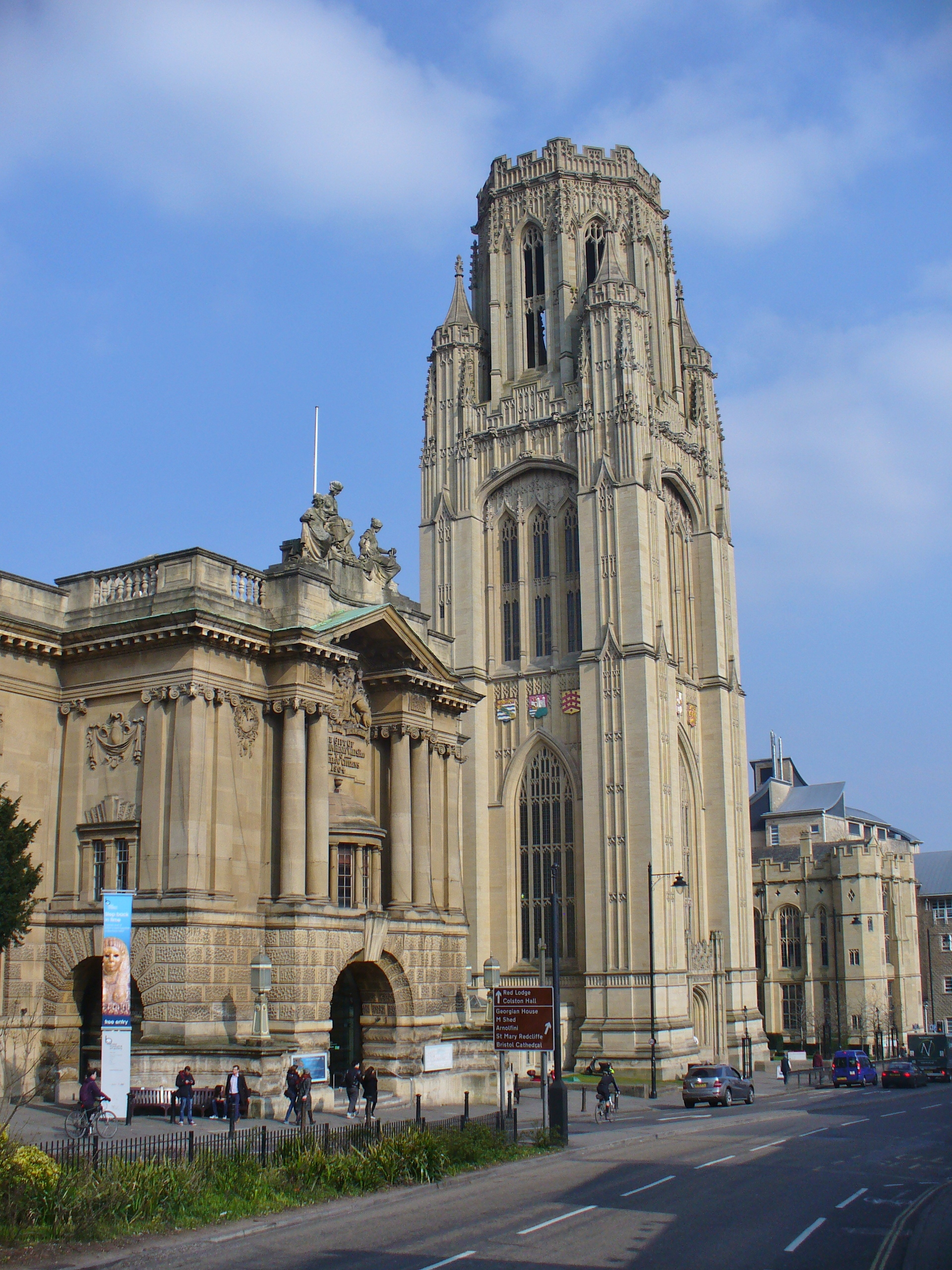
Wills Memorial Building, l'un des bâtiments principaux de l'Université de Bristol

Au Royaume-Uni, les universités sont généralement instituées par une chartre royal (en anglais, royal charter), une bulle pontificale (en anglais, papal bull), une Loi du Parlement, (en anglais, Act of Parliament), ou un instrument juridique de gouvernement pris en application du Further and Higer Education Act 1992 ou du Higher Education and Research Act 2017. 
Les institutions ayant le pouvoir de délivrer des diplômes sont dénommées "organes reconnus" (en anglais, recoginised bodies). Parmi les organes reconnus se trouvent l'ensemble des universités, les universités composantes de l'Université de Londres, certains colleges ainsi que l'Archevêque de Canterbury. Des parcours diplomants peuvent également être proposés par des "organes listés" (en anglais, listed bodies), délivrant des diplômes validés par un organe reconnu. Les candidatures auprès des universités britanniques pour le premier cycle universitaire sont presque toutes gérées par le Universities and Colleges Admissions Service (UCAS).
Le ministre responsable des universités au Royaume-Uni est le ministre d'Etat aux Compétences, à l'Apprentissage et à l'Education supérieure, actuellement Jacqui Smith.

## Histoire
La présence d'universités au Royaume-Uni remonte aux premiers temps des studium generale médiévaux, les universités d'Oxford et Cambridge étant parmi les plus anciennes universités du monde. Aucune autre université n'a été fondée avec succès en Angleterre durant cette période. L'opposition des universités d'Oxford et de Cambridge a empêché les tentatives d'établissement d'universités à Northampton et Stamford. Les écoles de médecine de Londres (Barts et St Thomas's), bien qu'elles ne soient pas des universités en tant que telle, ont été parmi les premières à enseigner la médecine en Angleterre. 
En Ecosse, les universités de St Andrews, Glasgow, King's College et Aberdeen ont été fondées par bulle pontificiale. Après la Réforme, celles-ci ont été rejointes par les universités d'Edimbourg, le Marischal College et l'université de Fraserburgh. Dans le même temps, en Angleterre, le plan d'Henry VIII de fonder une université à Durham échoua et une tentative ultérieure durant le Commonwealth a vue l'opposition des universités d'Oxford et de Cambridge. Malgré les réserves émises par l'université de Cambridge, le Gresham College a été établi à Londres à la fin du XVIe siècle. En Irlande, Trinity College a été fondé en tant que "mère de l'université" (en anglais, "the mother of a University") par une charte royale de la Reine Elizabeth.
Le XVIIIe siècle a vu la création d'écoles de médecine au sein des universités d'Edimbourg et de Glasgow ainsi que d'hôpitals à Londres. Un certain nombre de dissenting academies ont également vu le jour. 
Les universités britanniques peuvent être réparties en cinq catégories en fonction de leurs dates de création :
- Les Ancient universities (anciennes universités) fondées avant le XIXe siècle.
- Les Red Brick universities (universités en briques rouges) fondées entre le XIXe siècle et le début du XXe siècle et qui tiennent leurs noms de la couleur des briques utilisées pour les construire.
- Les New Universities (nouvelles universités) fondées plus récemment et réparties en deux catégories :
  - celles créées dans les années 1960, souvent nommées Plate Glass Universities et qui étaient initialement appelées New Universities lors de leur création.
  - celles créés en 1992 ou dans les années suivantes et connues sous le nom de Post-1992 universities. Ce sont principalement des Instituts de technologie (polytechnics) et des établissements d'enseignement supérieur (colleges of Higher Education)) qui ont acquis leur statut d'université après 1992. Ce sont ces nouveaux établissements qui sont surnommés New Universities.
- L'Open University, unique université britannique d'enseignement à distance fondée en 1968.
- Diverses institutions sans classement : Imperial College London, Durham University, King's College London, University College London et la London School of Economics.

## Accès et financement
L'accès aux universités britanniques est possible après l'obtention du A-level, diplôme clôturant les études secondaires. Les étudiants font ensuite des demandes d'admissions au niveau des universités, les notes obtenues au A-level déterminant l'accès ou non à celle-ci. Le gouvernement fixe le nombre total d'étudiants, et les universités fixent leurs critères d'admissions en fonction du nombre de places que le gouvernement leur octroie. En 2010, le taux de réussite au A-level était de 97,6 %, mais seul le quart des 674 000 demandes d'inscription en premier cycle universitaire a débouché sur une intégration dans une université. Le taux de suivi d'étude supérieure est de 43 % des 13-30 ans cette même année.
Les études sont payantes en Angleterre depuis 1997, et les frais de scolarité sont passés de 1 270 € en 2001 à 3 895 € à compter de la rentrée universitaire 2009. En 2012, les frais de scolarité s'élevaient à 11 250 € à la suite d'une décision du cabinet Cameron de tripler les frais de scolarité entre 2009 et 2012. Les étudiants ne payent le coût de celles-ci qu'à partir de la fin de leurs études, et lorsque leur salaire atteint une somme annuelle de 26 400 €. Cette politique a eu pour effet de faire baisser le nombre d'étudiants de 8,9 % entre la rentrée 2011 et la rentrée 2012, soit une perte de 15 000 étudiants. Cette hausse est limitée à l'Angleterre et ne touche pas les autres nations constitutives, et certaines universités de ces zones voient alors le nombre d'étudiants anglais augmenter en réaction à ces hausses.

## Gouvernance
Au Royaume-Uni, les universités sont légalement indépendantes et peuvent recruter librement leur personnel et leurs étudiants. Elles sont généralement gérées par trois organismes : le council où les personnalités extérieures sont majoritaires, le Senate qui s'occupe de ce qui a trait à l'enseignement et le Court au rôle très limité. Les universités plus récentes sont gérées par un Board de 12 à 25 membres où les personnalités extérieures sont majoritaires et par un Academic Board de 30 membres où la direction de l'université est majoritaire.

### Vice-chancelier
Le titre de chancelier d'une université revêt un caractère cérémonial et est détenu par une personnalité publique importante. Les responsabilités exécutives sont du ressort du vice-chancelier. Ces dernières année, le rôle de vice-chancelier a basculé, passant d'une rôle administratif et à un rôle de management stratégique. Cette mutation s'est accompagnée d'une augmentation dans la rémunération. En 2019, l'Office for Students indiquait que le salaire moyen pour un vice-chancelier d'université est de £253 000 par an et que cinq d'entre eux gagnent plus de £500 000 (avantages et indemnités de licenciement inclus).

## Emploi dans l'enseignement supérieur
Au 1er décembre 2022, le secteur de l'enseignement supérieur emploie 240 420 membres du personnel académique et 198 835 membres du personnel non-académique. Parmi le personnel académique, 30% sont employés en contrat à durée déterminée. 3% du personnel académique sont agés de 25 ans ou moins tandis que 20% du personnel académique sont agés de 56 ans ou plus.

## Admission
A l'exception de l'Open University, les universités britanniques partage un système commun pour les admissions au premier cycle universitaire, UCAS. 